# The Dear Hunter
The Dear Hunter ist eine amerikanische Progressive-Rock-Band, die im Jahr 2005 gegründet wurde.

## Geschichte
The Dear Hunter begann als Nebenprojekt von Casey Crescenzo, dessen musikalisch bei seiner Band The Receiving End of Sirens nicht unterzubringenden Ideen er hier verwirklichen konnte. Bald zu seiner Haupttätigkeit geworden, entstand so seit 2005 ein fünf Akte und CDs umfassendes Konzept, das Leben eines Jungen am Ende des 20. Jahrhunderts musikalisch umzusetzen. Dazwischen entstand ein umfangreiches Weiteres, das in 9 EPs um die Farben des Regenbogens kreiste. Mit Migrant war 2013 auch eine konzeptfreie Platte erschienen.

## Diskografie

### Studioalben
- 2006: Act I: The Lake South, The River North (Triple Crown Records)
- 2007: Act II: The Meaning of, and All Things Regarding Ms. Leading (Triple Crown Records)
- 2009: Act III: Life and Death (Triple Crown Records)
- 2011: The Color Spectrum (Triple Crown Records)
- 2013: Migrant (Cave & Canary Goods (Sublabel von Equal Vision Records) & Rude Records)
- 2015: Act IV: Rebirth in Reprise (Equal Vision Records)
- 2016: Act V: Hymns with the Devil in Confessional (Equal Vision Records)
- 2020: The Fox and the Hunt (Cave and Canary Goods)
- 2022: Antimai (Cave and Canary Goods)

### Andere Veröffentlichungen
- 2004: Dear Ms. Leading (Demo)
- 2007: Random EP No.1 (EP)
- 2008: Random EP No.2 (EP)
- 2010: The Branches (EP)
- 2011: Black (EP)
- 2011: Red (EP)
- 2011: Orange (EP)
- 2011: Yellow (EP)
- 2011: Green (EP)
- 2011: Blue (EP; Triple Crown Records)
- 2011: Indigo (EP)
- 2011: Violet (EP)
- 2011: White (EP)
- 2013: The Migrations Annex (EP; Cave & Canary Goods & Equal Vision Records)
- 2013: The Color Spectrum Live (Triple Crown Records)
- 2015: The Dear Hunter – Live
- 2017: All Is As All Should Be (EP)